# RTP Madeira
A RTP Madeira é um canal de televisão generalista de âmbito regional pertencente à Rádio e Televisão de Portugal e assume a responsabilidade e a missão pela prestação do serviço público de televisão na Região Autónoma da Madeira.

## História do canal

Logótipo da RTP Madeira, utilizado até 12 de Fevereiro de 2017.

A RTP Madeira é um canal de televisão de características regionais, alternativo, assumindo a responsabilidade e a missão pela prestação do serviço público da televisão na Região Autónoma da Madeira. Foi implantada em 6 de agosto de 1972, no Funchal. Como objetivos centrais tem, no plano interno, fazer chegar a todo o arquipélago a informação e a realidade regional, em todos os domínios. No Plano externo, tem a ambição de levar o mais relevante do quotidiano da região à diáspora madeirense radicada nas quatro partes do mundo e, com a ajuda imprescindível da RTP Internacional trazer a actualidade dessas comunidades aos residentes nas ilhas.

Logo da RTP3, que emite simultâneamente com a RTP Madeira entre as 00:00 e as 19:00

A 9 de outubro de 2011, a RTP Madeira passou a emitir entre as 19:00 e as 00:00, passando o restante tempo a emitir em simultâneo com a RTP Informação (agora RTP3).
A 7 de março de 2015 a RTP Madeira passou a estar disponível em todo o território português através dos operadores MEO, Cabovisão, Vodafone e NOS.

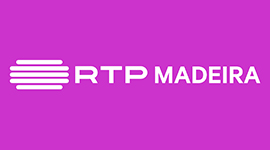
Atual logótipo da RTP Madeira

Até 12 de Fevereiro de 2017 a RTP Madeira era o único canal da RTP que ainda continuava com o formato 4:3, que apenas emitia em 16:9 na emissão simultânea com a RTP3. A partir dessa data toda a emissão passou a ser transmitida integralmente em 16:9. Na mesma data, alterou também o seu logótipo, à semelhança do que já tinha acontecido nos restantes canais do grupo RTP.
Actualmente a RTP Madeira recuperou algum do seu tempo de emissão e inicia agora aos dias úteis às 17:00. Aos fins de semana mantém-se o início de emissão às 19:00.
No passado, sobretudo até 2011, a RTP Madeira possuía produção própria de vários conteúdos de entretenimento, como telenovelas. Atualmente, e devido às restrições orçamentais impostas em 2011, assume um pendor maioritariamente informativo, com blocos informativos às 17:00 (dias úteis), 19:00, 21:00 e 23:15-23:30, bem como vários outros conteúdos de entrevista e desporto, embora alguns conteúdos de entretenimento permaneçam (como Madeira Viva, Atlântida, e outros).
No dia 15 de março de 2023, a RTP Madeira junta-se aos restantes canais do grupo RTP ao passar a emitir em alta definição.

## Programas

### Programas atuais

#### Cultura
- Casa das Artes

#### Debate e comentário
- Dossier de Imprensa
- Interesse Público
- Nem Mais nem Menos
- Ordem do Dia
- Parlamento (Madeira)

Debate e comentário desportivo:
- Desporto RTP Madeira
- Domingo Desportivo
- Prolongamento

#### Educação
- Telensino: Estudar com Autonomia

#### Religião
- Missa de Domingo

#### Reportagem
- Ciência da Idade
- Encruzilhadas de Vida
- Grande Informação
- Madeirenses Lá Fora
- Passeio Público

#### Telejornais
- Especial Informação (Madeira)
- Notícias das 19
- Notícias do Atlântico
- Telejornal Madeira

#### Talk shows
- Atlântida (Madeira)
- Info COVID-19
- Madeira Viva

### Programas ocasionais

#### Transmissão de eventos desportivos
- MIUT - Madeira Island Ultra Trail
- Rali Vinho Madeira
- Super Especial

#### Transmissão de festivais de música
- Festival da Canção Infantil da Madeira
- Funchal Jazz
- MEO Sons do Mar
- NOS Summer Opening

#### Transmissão de outros eventos
- Arraiais da Madeira
- Carnaval da Madeira
- Cortejo Trapalhão
- Desporto na Escola (Festa do Desporto Escolar)
- Festa da Flor
- Festa É Festa
- Fim de Ano Madeira
- Madeira Auto Classic
- Natal dos Hospitais (Madeira)
- Noite do Mercado

### Programas antigos

#### Debate
- Barómetro Madeira
- Diário dos Campeões
- Eleições Legislativas 2019 - Debates
- Fórum Madeira Global
- Ponto de Ordem
- Primeira Página
- Poder Próximo
- Regionais 2019
- Regresso à Escola

#### Documentários
- Laurissilva - Floresta Património
- Madeira, um Oásis no Atlântico
- Madeirenses na África do Sul
- Madeirenses na Venezuela
- Memórias de Natal
- O Meu Professor
- Rádio, 50 Anos (Madeira)
- Virgílio Teixeira, 100 Anos

#### Entrevista
- À Beira Mar
- Em Entrevista
- Geração +
- Olhar Indiscreto
- Photo Madeira
- Puxa para Trás
- Madeira Eleições Regionais 2019 - Entrevista
- Tolentino Mendonça, Cardeal e Poeta
- Uma Vida, uma História
- Vidas de Mérito

#### Espetáculos
- Criança Sempre
- ESCOLArtes

#### Reportagem
- Agir no Limite
- Aldeia Global
- Alerta Verde
- Assim Não
- Biomadeira
- Boarding Madeira
- Casos de Justiça
- Culto do Corpo
- Com os Pés na Terra
- Desvio Padrão
- Lugares Perdidos
- Madeira à Vista
- Madeira Eleições Regionais 2019 - Campanha
- Miúdos da Bola
- Natal de Palmo e Meio
- Refúgios de Verão
- Regresso à Ilha
- Repórter Madeira
- Verão Cá Dentro

#### Telefilmes
- Um Dia em Cada Ano (1987)
- Ora... O Mar (1988)
- Página Quatro (1991)

#### Séries
- Homens de Passagem (1993)
- Hotel Bon Séjour (1998)
- Cola-Tudo (2006)
- O Regresso Dos Que Nunca Foram (2018)

#### Séries documentais
- A Madeira e a Viagem do Açúcar
- Artes do Mar
- Colecionadores da Madeira
- Da Ilha e de Mim
- Dança com História
- Freguesias da Madeira
- História sobre Rodas
- Ilhas de Arqueologia
- Madeira 600 Anos, Artes e Artistas
- Madeira 600 Anos, Globalização
- Madeira 600 Anos, História
- Madeira 600 Anos, Madeirenses Ilustres
- Madeira 600 Anos, Natureza
- Madeira 600 Anos, Património
- Madeira Natura
- Madeira Profunda
- Máquinas do Tempo
- Minuto 600 Anos
- Origem da Água
- Pedras que Falam
- Ponha no Rol
- Tribos Jovens
- Viagem ao Fundo da Ilha
- Via Marítima

#### Talk shows
- Pivot por um Dia

Talk shows de culinária:
- Madeira à la Chef
- Segredos do Octávio

Talk shows de história:
- Conversas 600 Anos
- Madeira 600 Anos
- Madeira 600 Anos, Moeda

Talk shows de saúde:
- Consultório
- Saúde 22

Talk shows juvenis:
- Irreverência
- Pátio dos Estudantes

## Direção RTP Madeira[1]
A responsabilidade do canal está a cargo do Centro Regional da Madeira da RTP, que exerce a sua direção em articulação com a direção nacional da RTP.
Diretor do Centro Regional da Madeira: Martim Santos
Subdiretor de Conteúdos, Programação e Informação: Alberto Gil Rosa

## Controvérsias
A RTP Madeira tem sido criticada pelos telespectadores residentes no arquipélago acerca da insistência de tornar o canal numa emissora dedicada exclusivamente ao noticiário. O canal também emitia conteúdo de entretenimento e de ficção nacional ou estrangeira, mas a partir da segunda metade da década de 2010 isso deixou de acontecer.
Em 2 de dezembro de 2011, a RTP Madeira sofreu uma falha técnica durante a exibição do "Jornal das 19h"enquanto era debatido um tema desportivo, causando revolta nos telespectadores que estavam a acompanhar a reportagem. Nessa falha técnica em particular, a imagem tremeu e o som ficou distorcido em algumas partes, causando medo ao público mais sensível. 